# 國家革命運動
國家革命運動（西班牙語：Movimiento Nacional Revolucionario，簡稱：MNR）是洪都拉斯一個曾經存在的政黨。1954年，洪都拉斯國民黨推舉蒂武西奧·卡里亞斯·安迪諾（西班牙語：Tiburcio Carías Andino）競選該年的總統選舉，但此舉卻引起該黨的一些溫和派成員不滿。隨後他們退出洪都拉斯國民黨並組成新政黨國家革命運動，接著更推選曾任該國副總統的亞伯拉罕·卡爾德龍·威廉姆斯（西班牙語：Abraham Williams Calderón）出選同年的總統選舉，可是最終他在26萬選票中只獲得了5萬3千張選票。